# Mozdev.org
Mozdev.org è un sito web che offre un servizio di hosting per progetti software legati ai programmi di Mozilla Foundation. Il sito ospita numerose estensioni per il browser Firefox e per il programma di posta elettronica Thunderbird e fornisce una serie di strumenti per gestire la distribuzione e l'aggiornamento delle stesse. A maggio 2012 Mozdev.org ospita circa 129 progetti attivi . Molti progetti presenti su Mozdev.org sono disponibili anche su Mozilla Add-ons.